# Dívka z Monaka
Dívka z Monaka (v originálu La Fille de Monaco) je francouzský komediálně-dramatický film z roku 2008, který režírovala Anne Fontaine. Snímek měl světovou premiéru na filmovém festivalu v Locarnu dne 10. srpna 2008.

## Děj
Právník Bertrand Beauvois jede do Monaka bránit bohatou vdovu Édith Lassalle, která zabila svého mladého milence Dimitriho Datcheva. Protože oběť je spjatá s ruskou mafií působící na pobřeží, hrozí riziko, že se jeho bratři budou mstít. Syn vdovy proto poskytne právníkovi bodyguarda Christopha.
Každý z mužů je naprosto odlišný, ale rychle se sblíží. Bertrand je fascinován klidem a hrubou silou, která z Christopha vyzařuje, zatímco Christophe obdivuje Bertrandovu výřečnost, jemnost a schopnost přednesu. Bertrand se v monacké televizi setkává s Audrey a zamiluje se do ní. Mezi třemi protagonisty vznikne problémový vztah.

## Obsazení
| Fabrice Luchini       | Bertrand Beauvois |
| Roschdy Zem           | Christophe Abadi  |
| Louise Bourgoinová    | Audrey Varella    |
| Stéphane Audranová    | Édith Lassalle    |
| Jeanne Balibarová     | Hélène            |
| Gilles Cohen          | Louis Lassalle    |
| Alexandre Steiger     | Alain             |
| Philippe Duclos       | inspektor Taurand |
| Christophe Vandevelde | Tony              |